# Diasterope schmitti
Diasterope schmitti är en kräftdjursart. Diasterope schmitti ingår i släktet Diasterope och familjen Cylindroleberididae. Inga underarter finns listade i Catalogue of Life.